# Ulrike Meinhof
Ulrike Marie Meinhof (7. oktober 1934 i Oldenburg – 9. maj 1976 i Stuttgart) var tysk journalist og venstreekstremistisk terrorist. Meinhof regnes som én af grundlæggerne af Rote Armee Fraktion, også kendt som Baader-Meinhof-gruppen, der i årene omkring 1970 begik drab, røverier og kidnapninger. Gruppens to lederskikkelser var Andreas Baader og Gudrun Ensslin; men Meinhof skrev deres tekster, og var dermed deres stemme ud mod verden og regnet som "Europas farligste kvinde".

## Baggrund
Meinhofs far havde en doktorgrad i kunsthistorie og blev direktør for museet i Jena, da datteren var to år. Begge Meinhofs forældre døde af kræft, hendes far i 1940 og hendes mor i 1948. Ulrike og hendes storesøster voksede derefter op hos morens veninde Renate Riemack. Riemack var overbevist socialist og påvirkede Meinhof stærkt. I modsætning til Baader, der ikke havde megen uddannelse, studerede Meinhof filosofi ved universitetet i Marburg. I 1957 deltog hun i demonstrationer mod atomvåben og oprustning, men udviste en yderliggående holdning, som skulle lede hende ind på en voldelig vej. Hun skrev for studentavisen, og blev efterhånden en respekteret vesttysk journalist, gift i 1961 med kommunisten Klaus Reiner Röhl, chefredaktør for det ventreorienterede tidsskrift Konkret, hvor Meinhof publicerede mange artikler. Parret levede et borgerligt liv i en villa med tvillingedøtrene Bettina og Regine, født 21. september 1962 - men blev skilt, mens pigerne endnu var små.

## Radikalisering
Efter skilsmissen fra Röhl i 1968 blev Meinhof tilknyttet venstreekstremistiske grupper i Berlin. Tvillingerne placerede hun i en yderliggående børnehave i Berlin, hvor de blev oplært om Maos Kina, om Vietnamkrigen og om kapitalismens fordærvelighed. Meinhof skrev stadig i Konkret, selv om hun foragtede sin eksmand som en sexistisk sofakommunist. Hun tog pigerne med på demonstrationer mod Vietnamkrigen, og ofte sad de på toppen af bunker med løbesedler i bilen. Meinhof græd ikke, da hun som 14-årig mistede sin mor, og heller ikke, da hun blev skilt fra sin mand, selv om hun havde været dybt forelsket i ham. Hendes første alvorlige lovbrud var, da hun holdt Ensslin og Baader skjult i sin lejlighed. Tvillingerne fik streng besked om ikke at fortælle det til nogen; men de fortalte andre børn om de hemmelige gæster, som farvede håret på badeværelset. De tog andre børn med hjem for at vise dem gæsterne, og Baader blev rasende; men da han blev taget af politiet, skyldtes det, at han kørte for hurtigt.
I maj 1970 deltog Meinhof i befrielsen af Andreas Baader. Han havde fået tilladelse til at besøge et forskningsinstitut sammen sine vogtere for at forberede en bog sammen med journalisten Meinhof. Så skulle hun spille chokeret, når en forklædt og bevæbnet Gudrun Ensslin stormede ind sammen med en mand og befriede Baader. Men det hele udartede sig således, at en tjenestemand blev alvorligt såret, og Meinhof flygtede med de andre og gik i dækning. Hendes syv år gamle tvillinger blev vækket kl. 6 en morgen med besked om, at de måtte flygte med det samme, så deres far ikke fik fat i dem. De blev kørt væk i bil sammen med tre kvinder, smuglet gennem Frankrig til et hjem for jordskælvofre på Sicilia, hvorfra de skulle til en palæstinsk flygtningelejr i Mellemøsten, hvor de skulle læres op til børne-guerillasoldater. Imens var deres mor på skydetræning i en lejr i Jordan. Röhl havde imidlertid forældremyndigheden, og fik dem efterlyst gennem Interpol. Stefan Aust, senere chefredaktør i Der Spiegel, klarede at opspore børnene og kidnappe dem hjem til Vesttyskland.
Meinhof blev arresteret i 1972 i Langenhagen og idømt 8 års fængsel. Hun fik jævnligt besøg af børnene, men brød kontakten med dem i 1974. To år senere ville hun godt møde dem igen. Den 13-årige Bettina blev glad, men det passede ikke den lørdag, fordi hun var nyforelsket og skulle til fest. Hun genså derfor aldrig sin mor, som hængte sig i cellen i et iturevet håndklæde nogle uger senere. Mens Meinhof sad i Stammheim-fængslet ved Stuttgart, blev hun yderligere anklaget for fire mord og 54 mordforsøg, men hun havde hængt sig, inden sagen nåede at komme for retten. Efter hendes død gik der rygter om, at hun i virkeligheden blev myrdet af den tyske stat.

## Efterkommere
Tvillingerne voksede op hos deres far i Hamburg. Hjemmet var politibevogtet, og pigerne blev fulgt til og fra skole. Bettina Röhl er journalist. Regine Röhl er læge.